# Över-Neningen
Över-Neningen är en sjö i Strömsunds kommun i Jämtland och ingår i Indalsälvens huvudavrinningsområde. Sjön har en area på 0,224 kvadratkilometer och ligger 305 meter över havet. Sjön avvattnas av vattendraget Neningsbäcken.

## Delavrinningsområde
Över-Neningen ingår i det delavrinningsområde (704660-148897) som SMHI kallar för Utloppet av Över-Neningen. Medelhöjden är 323 meter över havet och ytan är 3,58 kvadratkilometer. Det finns ett avrinningsområde uppströms, och räknas det in blir den ackumulerade arean 24,46 kvadratkilometer. Neningsbäcken som avvattnar avrinningsområdet har biflödesordning 4, vilket innebär att vattnet flödar genom totalt 4 vattendrag innan det når havet efter 197 kilometer. Avrinningsområdet består mestadels av skog (80 procent) och sankmarker (10 procent). Avrinningsområdet har 0,23 kvadratkilometer vattenytor vilket ger det en sjöprocent på 6,3 procent.